# مات سانشيز
مات سانشيز أو ماثيو إيالا سانشيز (بالإنجليزية: Matt Sanchez)‏;(بالإنجليزية: Matthew Ayala Sanchez)‏;(وِلد 1 ديسمبر 1970 في سان خوسيه، كاليفورنيا، أمريكا), إعلامي وسِياسي وكاتِب أمريكي مُتَخرج مِن جامعة كولومبيا ويجيد الفرنسية والإنجليزية والإسبانية والألمانية, وَصحفي يَعمل لصالح قناة فوكس نيوز وغيرها مِن القنوات, وعَمِلَ سابقاً في البحرية الأمريكية وشارك في التغطية الإعلامية لحرب العراق, كَمَا إنه مُمَثِل أفلام إباحية خاصة بِالمثليين.

## أفلامه
- Jawbreaker, 1994 (Catalina Video).[12]
- Idol Country, 1994 (HIS Video).[13]
- Call of the Wild, 1992, (Kristen Bjorn Video).[14]
- Montreal Men, 1992, (Kristen Bjorn Video).[15][16]

## روابط خارجية
- مات سانشيز على موقع IMDb (الإنجليزية)
- مات سانشيز على موقع قاعدة بيانات الفيلم (الإنجليزية)
- مات سانشيز على موقع كينوبويسك (الروسية)